# Darryl (rapper)
Darryl van Gonter (Amsterdam, 30 oktober 1987) is een Nederlandse rapper. Darryl heeft een platencontract bij het label SPEC ent. Eerder stond hij onder contract bij Good Life.

## Biografie

### 2003-2004: Art-Officials & Dubbel D
Darryl begon met rappen toen hij 16 jaar oud was. Met zijn neef Reverse begon hij het producersteam Art-Officials. Hij raakte bekend bij het grote publiek, met zijn bijdrage op de Straatremixes 2 en Straatremixes 3, mixtapes van D-Men. Niet veel later vormde Darryl samen met de rapper Dio de groep Dubbel D. Deze groep had een bescheiden hit op internet, genaamd "Minderjarig".

### 2005-2006: Good Life
Ruim een jaar later had Darryl een grote hit met een bijdrage aan het nummer "Wat wil je doen?" van The Partysquad voor de film Het Schnitzelparadijs. Op dit nummer waren ook artiesten te horen als Heist Rockah, Willie Wartaal, SpaceKees en The Opposites. Met deze line-up stond hij in oktober 2005 in het voorprogramma van de Amerikaanse rapper 50 Cent. Na de hit tekende Darryl bij het label van The Partysquad: Good Life.
Darryl heeft ook meegewerkt aan TMF Kweekvijver, een televisieprogramma dat werd uitgezonden door TMF. Bij dit televisieprogramma kreeg muzikaal talent een steuntje in de rug en op deze manier werd er voor het nummer "Rellen en Rennen" een videoclip gemaakt. Deze samenwerking tussen Darryl en het Kweekvijverproject zorgde ervoor dat hij werd genomineerd voor een TMF-Award. In het najaar van 2006 leverde Darryl opnieuw een bijdrage aan de hit "Dat is die shit" van The Partysquad.

### 2007-heden: Spec ent.
Begin 2007 besloten Darryl en het label Goodlife uit elkaar te gaan. In april reisde Darryl samen met Ali B voor United Civilians for Peace naar de Palestijnse bezette gebieden. Daar werkte hij mee aan een documentaire over de leefomstandigheden van kinderen tijdens het Arabisch-Israëlisch conflict. Daarnaast trad hij op in een vluchtelingenkamp in Bethlehem en in de Palestijnse plaats Sakhnin in Israël. Darryl tekende in 2007 bij het label SPEC ent. van Ali B. Eind 2007 had Darryl een hit met Ali B, Yes-R en Gio met het nummer "Groupie Love". Daarna volgde een undergroundhit met Ali B Yes-R en Sjaak met "Shit is gruwelijk". In 2008 bracht hij zijn mixtape Terug, waarop 20 nummers staan. In de zomer van 2008 bracht Darryl "Eeyeeyo" met Ali B, Soumia en Rio. Hij verscheen in november 2008 ook op de track "Whoop Whoop" van Dicecream, in samenwerking met The Partysquad, Reverse en Sjaak. Zijn nieuwe single "Darryl Express" verscheen in het begin van 2009. Daarna bracht hij twee nieuwe nummers uit, namelijk "Harghd" met Ali-B & Sjaak en "Mee naar Huis" met Yes-R & Soesi-B, en een nieuwe mixtape getiteld "A-Town Swagg" (met Reejon) en stond hij in het voorprogramma van de Amerikaanse rapper Lil Wayne.
In de aanloop naar zijn debuutalbum was Darryl op 13 december 2010 te gast bij 3FM's Nachtegiel van Giel Beelen, waar hij Werk hard live uitvoerde, maar halverwege kapte Beelen hem af. Begin 2011 kwam Dichtbij uit, waar onder anderen de artiesten Brownie Dutch en Brace op te horen zijn. Het merendeel van de albumproductie was gedaan door Reverse, alhoewel sommige beats werden geproduceerd door Spanker en Brownie Dutch.
Darryl was een van de deelnemers aan het eerste seizoen van de remake van het televisieprogramma Fort Boyard in 2011.
Ook was Darryl een van de deelnemers in het eerste seizoen van het programma Ali B op volle toeren. Daarbij werd hij gekoppeld aan Bonnie St. Claire, waarbij Bonnie een remake maakte van Darryls nummer Eeyeeyo en Darryl met Ali B en Brownie Dutch een rapversie van de hit Bonnie kom je buiten spelen (1980).
Darryl was daarnaast ook een deelnemer aan het spelprogramma Atlas van de AVRO.

## Discografie

### Singles
| Single met eventuele hitnotering(en) in de Nederlandse Top 40 | Datum van verschijnen | Datum van binnenkomst | Hoogste positie | Aantal weken | Opmerkingen                                                                  |
| ------------------------------------------------------------- | --------------------- | --------------------- | --------------- | ------------ | ---------------------------------------------------------------------------- |
| Rellen en rennen                                              | 2006                  | 22-07-2006            | tip3            | -            | nr. 71 in de Single Top 100                                                  |
| Dat is die shit                                               | 2006                  | 16-09-2006            | tip2            | -            | met The Partysquad, Nino, Negativ & Gio / nr. 44 in de Single Top 100        |
| Groupie love                                                  | 2007                  | 10-11-2007            | 9               | 10           | met Ali B, Yes-R & Gio / nr. 3 in de Single Top 100                          |
| Eeyeeyo                                                       | 2008                  | 12-07-2008            | 29              | 4            | met Ali B, Soumia & Rio / nr. 3 in de Single Top 100                         |
| Whoop whoop                                                   | 2008                  | 01-11-2008            | 20              | 7            | met Dicecream, The Partysquad, Sjaak & Reverse / nr. 29 in de Single Top 100 |
| Darryl express                                                | 17-02-2009            | 28-03-2009            | tip10           | -            |                                                                              |
| Gangsterboys                                                  | 27-01-2010            | 27-03-2010            | tip14           | -            | met Yes-R, Sjaak & Soesi B / nr. 16 in de Single Top 100                     |
| 't Maakt niet uit                                             | 2011                  | 02-02-2011            | -               | -            | met Jayh / nr. 29 in de Single Top 100                                       |
| ONLY ONE                                                      | 2018                  | 29-06-2018            | -               | -            | -                                                                            |

### Album
| "Dichtbij" (2011)                    | "Dichtbij" (2011)     |
| ------------------------------------ | --------------------- |
| 1. Darryl                            | "Intro"               |
| 2. Darryl                            | "Sinds Ik Klein Ben"  |
| 3. Darryl                            | "Dichtbij"            |
| 4. Darryl met Brace                  | "Doe Maar Gewoon"     |
| 5. Darryl met Sigourney              | "Met Mij Zijn"        |
| 6. Darryl                            | "Mama"                |
| 7. Darryl                            | "Dromen"              |
| 8. Darryl                            | "Werk Hard"           |
| 9. Darryl                            | "Geen Tijd"           |
| 10. Darryl                           | "Ping"                |
| 11. Darryl met Brownie Dutch         | "Smooth"              |
| 12. Darryl met Jayh                  | "'T Maakt Niet Uit"   |
| 13. Darryl                           | "Zij Heeft Het"       |
| 14. Darryl                           | "Doe Wat Ik Moet Doen |
| 15. Darryl met Lucky & RassMotivated | "One Blood"           |
| 16. Darryl                           | "Laatste Traan"       |